# Avril 1861 (guerre de Sécession)
mars 1861 - Avril 1861 - mai 1861
- 12 avril :
  - Reddition de Fort Sumter : début de la guerre civile.

- 17 avril :
  - Déclaration de sécession de la Virginie.

- 21 avril : 
  - Décret d'Abraham Lincoln ordonnant le blocus des côtes confédérées.

- 29 avril : 
  - Le congrès du Maryland vote le maintien de l'État dans l'Union et un appel à la fin des hostilités.